# Florencia (Kuba)
Florencia ist ein Municipio und eine Stadt in der kubanischen Provinz Ciego de Ávila.
Das Municipio hat 21.150 Einwohner auf einer Fläche von 277 km², was einer Bevölkerungsdichte von rund 76 Einwohnern pro Quadratkilometer entspricht.